# 510466 Varna
510466 Varna è un asteroide della fascia principale. Scoperto nel 2011, presenta un'orbita caratterizzata da un semiasse maggiore pari a 1,9706807 au e da un'eccentricità di 0,0840697, inclinata di 22,37583° rispetto all'eclittica.